# Silvia Adriana Țicău
Silvia Adriana Țicău, née le 14 novembre 1970 à Galaţi, est une femme politique roumaine, membre du Parti social-démocrate.
Elle est députée européenne de 2007 à 2014.